# العتامنة (الفيوم)
قرية العتامنة هي إحدى القرى التابعة لمركز أطسا في محافظة الفيوم في جمهورية مصر العربية. حسب إحصاءات سنة 2006، بلغ إجمالي السكان في العتامنة 8978 نسمة، منهم 4726 رجل و4252 امرأة.